# Hekatombaion
Der Hekatombaion (von Hekatombe) ist der erste Monat des attischen Jahres. Er entspricht in etwa dem Juli des julianischen Kalenders. Am 28. Hekatombaion wurden in Athen zu Ehren der Stadtgöttin Athene die Panathenaia gefeiert, die unter anderem mit der Darbietung einer neu gewebten Kultdecke für Athena, an die Geburt des Erechtheus, König von Athen und Ziehsohn der Göttin Athena, erinnerten.

## Belege
1. ↑  Michael Siebler: Das ganze Jahr folgt Fest auf Fest in: Frankfurter Allgemeine Zeitung vom 5. Mai 2016.